# Zjetiasarcultuur

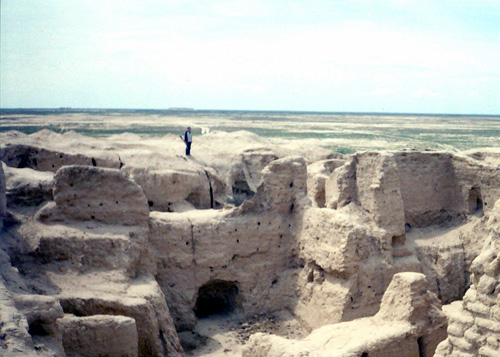
een van de forten, zicht op de opgravingslocatie.

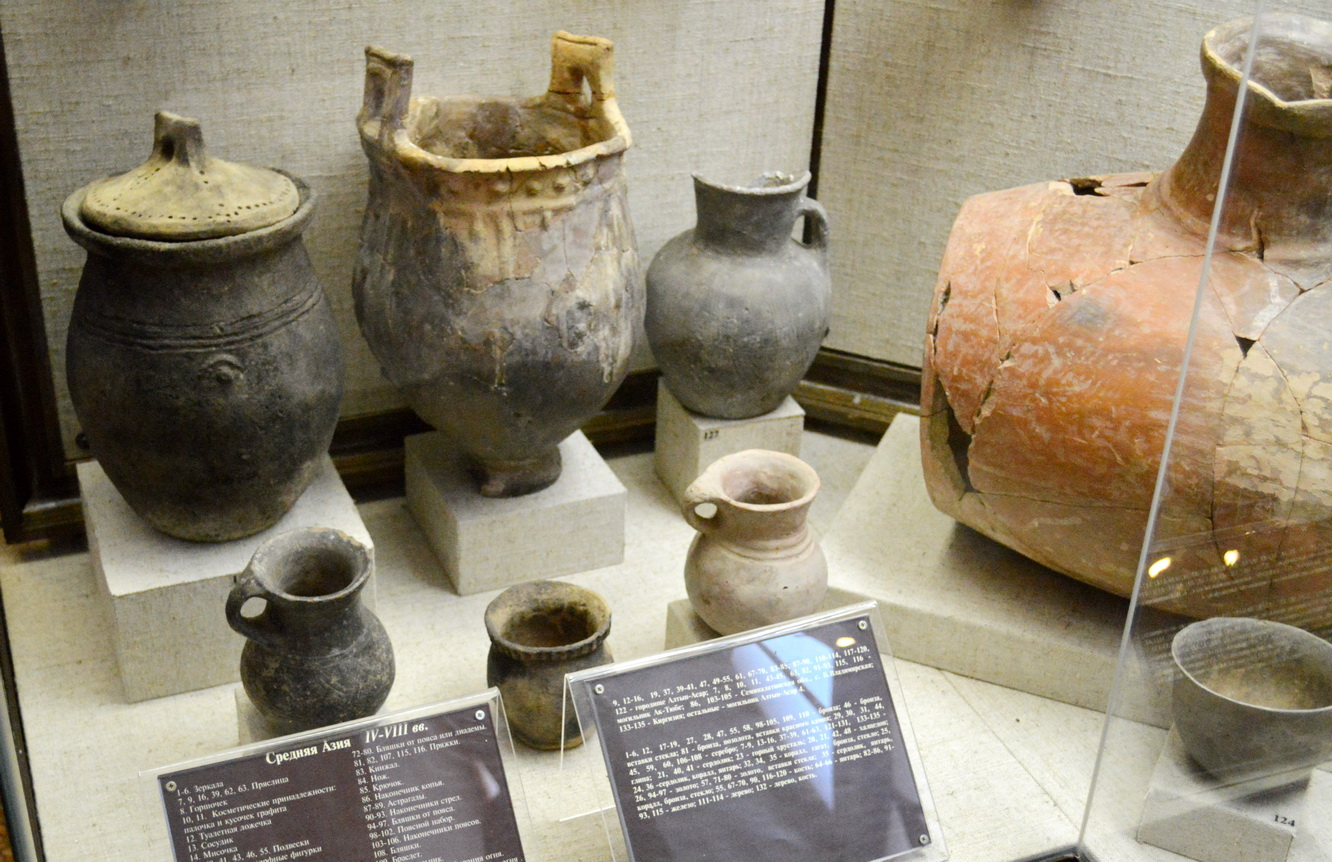
aardewerk uit Altyn-Asar

De Zjetiasarcultuur (Russisch: Джетыасарская культура, Dzjetyasarskaja koeltoera, Kazachs: Жетіасар мәдениеті, van Zjetiasar, "zeven (dwz. veel) forten") is een archeologische cultuur van de vroege ijzertijd tot vroege middeleeuwen, van het begin van het 1e millennium voor Christus tot de 9e eeuw na Christus. 
De meer dan 50 Zjetiasar-nederzettingen bevinden zich aan oude kanalen van de Syr Darja, de Eskidarjalyk (Prakoevandarja) en ten zuiden van de Koevandarja. Het grootste deel van de nederzettingen bevindt zich in een 45-90 km zone langs de linkeroever van de Syr Darya, ten zuiden van de stad Qızılorda tot Bajkonoer in de Kazachstaanse oblast Qızılorda.

## Geschiedenis van de studie
De sites werden voor het eerst onderzocht door de archeologische en etnografische expeditie van Chorasmië van de Academie van Wetenschappen van de USSR onder leiding van Sergej Tolstov in 1946-1951. Het onderzoek werd voortgezet van 1973 tot 1993 onder leiding van Larissa Levina. De belangrijkste opgravingen van de Altynasar- site en aangrenzende necropolissen werden uitgevoerd in de tweede helft van de jaren tachtig en begin jaren negentig als veiligheidswerkzaamheden tijdens de aanleg van een waterleiding die artesische waterbronnen in de Kyzylkum verbond met de stad Leninsk (het huidige Bajkonoer).

## Dragers
De Zjetiasarcultuur wordt door sommige archeologen geassocieerd met de cultuur van de oude Tocharoi en Hephthalieten, en door anderen met de Kangju. 
Velen associëren de cultuur, die dicht bij de als Kangju beschouwde culturen van de Midden-Syrdarya zoals de Otrar-Karataoe- en Kaoentsji-culturen staat, met het in Chinese bronnen genoemde Yancai.
Volgens één versie van de oorsprong van de Avaren zijn deze ontstaan als gevolg van de eenwording van de Uar en de Iraans sprekende Chionieten, die oorspronkelijk in het Aralmeer-gebied woonden en onder de aanval van de Göktürken vluchtten. Lev Goemiljov beschouwde de Chionieten als de overblijfselen van de Alaans-Sarmatische stammen. In de steppen tussen de Kaspische Zee en Azov werden deze twee stammen gezien als de Aba-stam (Abar), of, zoals Theophylactus Simocatta zegt, de "echte Avaren". Deze versie werd gevolgd door Michail Artamonov. Anatoli Maljavkin identificeerde de Yancai met de Avaren. Sommige onderzoekers brengen de Zjetiasarcultuur dus tot op zekere hoogte in verband met de voorouders van de Avaren. Uit de Zjetiasarcultuur kwam de moerasfortencultuur en de Kerdercultuur. De volksbewegingen werden uitgevoerd onder druk van nieuwe etnische groepen die vanuit de Midden-Syrdaryaregio's naar het Zjetiasar-gebied trokken, voornamelijk de Otrar-Karataoe-bevolking, evenals de Turkse stammen van de Semiretsje en Kara-Taoe.

## Vestingwerken
Alle nederzettingen van de Zjetiasarcultuur zijn goed versterkt, en beperkt tot de oude rivierbedding. Ze zijn gebaseerd op een of meer forten van twee of drie verdiepingen, die blijkbaar dienden als gemeenschappelijke huizen. De bevolking hield zich bezig met irrigatielandbouw, veeteelt en visserij. Door het gebied van de nederzettingen liep een belangrijke karavaanroute van de Tien Shan naar de monding van de Wolga, evenals traditionele migratieroutes van nomadische stammen. De grootste forten zijn Altyn-asar (17 hectare groot), Kuraily-asar, Kara-asar, Bazar-asar, Tompak-asar, Zhalpak-asar, Bedaik-asar, Groot en Klein Kos-asar. De hoogte van de vestingwerken boven de omringende vlakte varieert van twee tot tien meter. De grootste centrale nederzetting werd bewoond door mensen uit de adellijke klasse.

## Begraafplaatsen
De nederzettingen waren omgeven door begraafplaatsen, waarin begrafenissen plaatsvonden in bakstenen crypten, putten, putten met nissen, en putten met voeringen. Er zijn ook catacomben. Onder de vondsten bevinden zich broches, riemensets, spiegels, barnstenen en glazen kralen, antropo- en zoömorfe beeldjes en lijstwerk van keramiek, gouden sieraden, gesneden Iraanse edelstenen (zegelstenen), alsook Chinese, Indiase en andere importen.